# Forni Károly
Forni Károly (Graz, 1728. július 31. – Komárom, 1801. május 19.) Esztergom-főegyházmegyei pap.

## Élete
Bölcseleti tanulmányait elvégezve, 19 éves korában a Jezsuita rendbe lépett; elvégezve teológiai tanulmányait is, egy évig a bécsi Theresianumban tanított. Miután letette a szokásos négyes fogadalmat, mint hitszónok Linzben, Grazban, Laibachban, Bécsújhelyen és Komáromban működött. A rend feloszlatása (1773) után esztergom-főegyházmegyei pap lett.

## Munkái
Trauerrede... Graz, 1765. (Gyászbeszéd, melyet I. Ferencnek a grazi collegium által 1765-ben rendezett gyászisteni tisztelete alkalmával mondott.)